# Lucie Castets
Lucie Castets (Caen, 3 marzo 1987) è una funzionaria francese, candidata nel 2024 dal Nuovo Fronte Popolare alla carica di primo ministro francese.

## Biografia

### Educazione
Castets si è formata al Lycée Louis-le-Grand di Parigi e ha studiato economia politica e diritto pubblico al Sciences Po e alla London School of Economics. Si è laureata all'École nationale d'administration nel 2013.

### Carriera professionale
Dal 2007 al 2008, Lucie Castets è assistente dell'addetto culturale al consolato generale di Francia a Shanghai.
Castets ha ricoperto incarichi presso la Direzione generale del Tesoro (Ministero dell'economia, delle finanze e della sovranità industriale e digitale) e, dal 2018 al 2020 presso l'agenzia francese di intelligence finanziaria Tracfin.
Nel gennaio 2014 è stata nominata Commissaria governativa presso il Bureau central de tarification (Ufficio centrale dei prezzi).
Nel 2020 è stata nominata consigliera per le finanze del governo della città di Parigi, e dal 2023 ricopre il ruolo di direttrice dei finanziamenti e degli acquisti della città.
Negli anni 2010, Castets fa parte del think tank Point d’ancrage, uno spazio di riflessione, che riunisce uomini e donne che vogliono contribuire al pluralismo del pensiero progressista e alla diversità delle idee nell'arena politica. È cofondatrice e portavoce dell'associazione "Nos services publics", un'associazione di funzionari pubblici il cui obiettivo è rafforzare la funzione pubblica francese. Castets è anche professoressa associata all'università Paris-Dauphine.

### Carriera politica
Castets ha dichiarato essere stata membro del Partito socialista francese dal 2008 al 2011, ma afferma non avere più nessuna affiliazione politica attualmente.
Nel novembre 2022, mentre in Francia si discute sullo "scandalo McKinsey", hanno portato Castets all'attenzione dell'opinione pubblica per le sue critiche all'impiego di società di consulenza da parte dell'amministrazione del presidente Emmanuel Macron durante un dibattito televisivo con il ministro della funzione pubblica Stanislas Guerini. In quell'occasione, Castets ha criticato le società di consulenza, che "costano troppo e spesso sono inutili".
Nel 2023 dichiara opporsi alla riforma delle pensioni voluta dal governo di Emmanuel Macron.
Nel luglio 2023 ha partecipato al Festival des idées, che ha riunito diversi leader di partiti di sinistra. In quell'occasione si è fatta conoscere con i suoi discorsi.
Il 23 luglio 2024, all'età di 37 anni, Castets viene candidata dal Nuovo Fronte Popolare (NFP), un'alleanza elettorale di partiti di sinistra, alla carica di primo ministro francese. Poche settimane prima, il NFP aveva ottenuto il maggior numero di seggi alle elezioni legislative francesi del 2024, ma senza ottenere la maggioranza assoluta. Il presidente Macron ha tuttavia respinto la sua candidatura dichiarando che "la questione non è un nome".

## Posizioni politiche
Dopo la sua nomina, Castets ha dichiarato che le sue priorità politiche sono l'abbandono della riforma delle pensioni di Macron, una riforma fiscale per assicurarsi che "tutti paghino la loro giusta quota" e il miglioramento del potere d'acquisto attraverso l'aumento dei salari e delle prestazioni sociali.

## Vita privata
Nell'agosto 2024, intervistata da Paris Match, Castets ha dichiarato di essere sposata con una donna; la coppia ha un figlio.